# Litopus tuberculatus
Litopus tuberculatus är en skalbaggsart som beskrevs av Hintz 1919. Litopus tuberculatus ingår i släktet Litopus och familjen långhorningar. Inga underarter finns listade i Catalogue of Life.